# Nadia Fadil
Nadia Fadil (Borgerhout, 1978) is een Belgische sociologe, antropologe, schrijfster en opiniemaakster in diverse debatten rond diversiteit. Daarnaast is ze verbonden als docent bij de vakgroep antropologie aan de KU Leuven en verricht onderzoek naar multiculturalisme, etniciteit en ras, religie en Islam.

## Biografie
Fadil is de dochter van een arbeider uit de Opelfabriek en een poetsvrouw. Ze studeerde eerst sociologie en daarna antropologie aan de KU Leuven.
In 2009 was ze co-auteur van het boek 'Leeuw in een Kooi. De grenzen van het Multiculturele Vlaanderen'.
Fadil werd door Knack uitgeroepen tot de top-10 van invloedrijkste allochtone Belgen voor haar inbreng als volgt "We loven haar als een vooraanstaande opniniemaakster in het diversiteitsdebat met heldere en intelligente tussenkomsten."